# ТЕС Кахрама
ТЕС Кахрама — теплова електростанція на північному заході Алжиру, розташована на узбережжі Середземного моря в районі Bethioua, поряд з потужним заводом із виробництва зрідженого природного газу Арзу ЗПГ. Головною особливістю ТЕС є використання її теплової потужності для роботи заводу з опріснення морської води.
Напружена ситуація з водопостачанням у вілаєті Оран призвела на початку 2000-х років до появи проекту з одночасного виробництва прісної води та електроенергії. Основним учасником проекту з часткою 80 % стала американська Black&Veatch (через дочірню компанія Black&Veatch Africa), ще 20 % належать національним алжирським компаніям — електроенергетичній Sonelgaz та нафтогазовій Sonatrach. Генеральними підрядниками спорудження комплексу виступили японські Itochu Corporation та Ishikawajima-Harima Heavy Industries.
Електростанція складається із трьох газових турбін виробництва компанії General Electric типу PG9171 (9E) потужністю по 106 МВт. Після них залишкове тепло через котли-утилізатори подається на три лінії з опріснення, що забезпечують середньорічне виробництво на рівні 80 тис. м3 на добу. Забір води здійснюється із гавані Ель-Джедід, яка обслуговує згаданий вище завод зі зрідження газу.
Як паливо використовують природний газ, що надходить по перемичці від газотранспортного коридору Хассі-Р'Мель – Арзу.
Видача електроенергії здійснюється по ЛЕП, що працює під напругою у 220 кВ.